# Chloraea chica
Chloraea chica là một loài thực vật có hoa trong họ Lan. Loài này được Speg. & Kraenzl. mô tả khoa học đầu tiên năm 1904.